# Turuncu
Turuncu is het vijfde album van de Turkse singer-songwriter Sertab Erener.

## Nummers
1. Kumsalda
2. Söz Bitti
3. Hani Kimi Zaman
4. Güle Güle Şekerim
5. Mi Acaba
6. Bahçede
7. Başa Döneceksin
8. Seni Sevmeye Hüküm Giydim
9. Oysa
10. Yaklaş
11. Yağmurdan Sonra Gelen Tograğın Kokusu
12. Aşkolsun